# Raphidopus persicus
Raphidopus persicus is een tienpotigensoort uit de familie van de Porcellanidae. De wetenschappelijke naam van de soort is voor het eerst geldig gepubliceerd in 2012 door Ng, Safaie & Naser.